# Второе послание к Тимофею
Второе послание к Тимофею (др.-греч. Β΄ Ἐπιστολὴ πρὸς Τιμόθεον, лат. Epistula II ad Timotheum) — книга Нового Завета, написанная апостолом Павлом и адресованная Тимофею. Оно написано в Риме (1:17), накануне казни апостола, вероятно, около 67 года. Об этом послании упоминает Евсевий Кесарийский во 2 кн. Церковной истории. Апостол предвидит свою близкую кончину (4:6) и пользуется последней возможностью обратиться с наставлениями к Тимофею и другим ученикам. Относится к так называемым «пасторским посланиям».

## История
Тимофей был, как повествует книга Деяний апостолов, сыном иудеянки, обратившейся в христианство, и эллина; жил в городе Листра в провинции Ликаония. Сам Тимофей обратился, вероятно, под влиянием проповеди апостола Павла в Листре во время его первого путешествия (Деян. 14:5—22), около 48—49 гг.
Павел осуждает ересь Именея и Филита о том, что воскресение уже наступило (2:18). Также он осуждает Александра Медника (др.-греч. Ἀλέξανδρος ὁ χαλκεύς) (4:14).
Он сетует, говоря «все меня оставили» (4:16). Из учеников с ним остался только Евангелист Лука (4:9).

## Основные темы
- Приветствие (1:1, 2)
- Желание видеть Тимофея, и наставления к нему (1:3—14)
- Верные и неверные ученики апостола (1:15—18)
- Апостольские труды и награда (2:1—13)
- Призыв держаться истины (2:14—21)
- О достойном поведении (2:22—26)
- Испорченность нравов в последние дни (3:1—9)
- Стойкость в вере (3:10—17)
- Призыв проповедовать (4:1—5)
- Павел говорит о своём мученичестве (4:6—9)
- Об учениках, приветствия и последние наставления (4:10—22)